# Datenschutzauditgesetz
Das Datenschutzauditgesetz war ein geplantes deutsches Gesetz, das es Anbietern von DV-Hardware und Software sowie Datenverarbeitern ermöglichen sollte, ihr Datenschutzkonzept und ihre technischen Einrichtungen datenschutzrechtlich prüfen, bewerten und zertifizieren zu lassen. Die Auditierung sollte freiwillig sein. Geprüft und bewertet werden sollte, ob das Konzept und die Technik mit den Datenschutzgesetzen vereinbar sind. Organisatorische und technische Maßnahmen zum Datenschutz und zur Datensicherheit sollten nicht geprüft werden.
Der Deutsche Bundestag beschloss am 3. Juli 2009, das Gesetz nicht zu verabschieden.

## Parlamentarisches Verfahren
Ein Gesetz zum Datenschutzaudit auf Bundesebene wird bereits seit mehreren Jahren von Datenschützern gefordert. Zudem hatte sich der deutsche Gesetzgeber im Jahr 2001 durch § 9a Bundesdatenschutzgesetz selbst verpflichtet, ein Auditgesetz für den Datenschutz zu erlassen.
Das Bundesinnenministerium legte am 7. September 2007 einen Referententwurf für ein „Bundesdatenschutzauditgesetz“ vor, der jedoch von Experten eher negativ beurteilt wurde. Die Deutsche Vereinigung für Datenschutz bemängelte, dass sich die geplante Auditierung auf rechtliche Aspekte beschränken sollte. Ein Zertifikat würde damit lediglich bescheinigen, dass sich das auditierte Unternehmen an die Gesetze halte. Dies sei eine Selbstverständlichkeit und dürfe nicht mit einem Gütesiegel belohnt werden.
Am 10. Dezember 2008 wurde der Referentenentwurf unter der Bezeichnung „Datenschutzauditgesetz“ von der Bundesregierung verabschiedet. Das Auditgesetz war Teil eines „Datenschutzpakets“, das als Reaktion auf die Datenschutzskandale des Jahrs 2008 von der Bundesregierung auf den Weg gebracht wurde. Das Paket hatte die amtliche Bezeichnung Gesetz zur Regelung des Datenschutzaudits und zur Änderung datenschutzrechtlicher Vorschriften. Thilo Weichert, der Datenschutzbeauftragte des Landes Schleswig-Holstein, kommentierte den Gesetzentwurf mit den Worten: „Der Entwurf vereinigt fast alle Fehler, die bei einem Auditgesetz gemacht werden können, und garantiert so weder Unabhängigkeit der Bewertung und Qualität, noch Transparenz, noch Rechtssicherheit.“
Der Bundesrat forderte die Bundesregierung im Februar 2009 auf, den Gesetzentwurf grundlegend zu überarbeiten. Das vorgesehene Verfahren für ein Datenschutzaudit sei „bürokratisch, kostenträchtig und nicht transparent“. Am 1. Juli 2009 einigte sich der Innenausschuss des Deutschen Bundestags, das Auditgesetz aus dem Datenschutzpaket herauszunehmen. Die im Paket verbliebenen Regelungen wurde dann am 3. Juli 2009 vom Bundestag als Gesetz zur Änderung datenschutzrechtlicher Vorschriften verabschiedet. Der Gesetzentwurf der Bundesregierung zum Datenschutzaudit war damit gescheitert.